# BI Лебедя
BI Лебедя (BI Cyg, IRC +40408, BD+36 4025) — червоний надгігант у сузір'ї Лебедя. Це неправильна змінна зірка з максимальним блиском 8,4 і мінімальним 9,9 зоряної величини. Вважається членом зоряної асоціації Cygnus OB1, її відстань становить близько 2,600 парсека (8,48 св. р.) Сонячної системи. Це менше ніж градус на південь від іншого змінного червоного надгіганта, BC Лебедя.

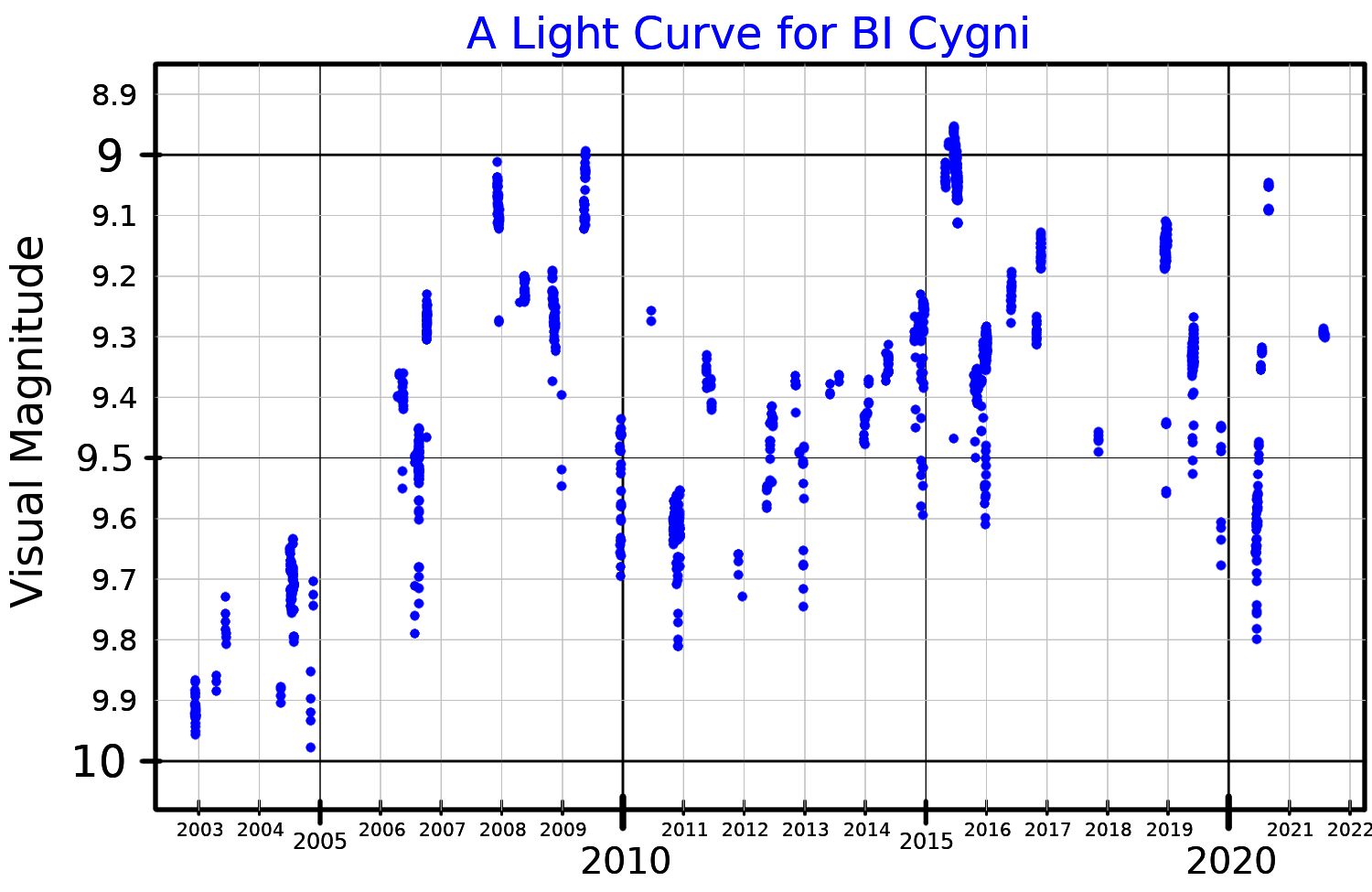
Візуальна смугова крива блиску для BI Лебедя, побудована на основі даних INTEGRAL OMC

BI Лебедя — повільна неправильна змінна зірка типу Lc, неправильний надгігант. Її яскравість коливається між крайніми величинами 8,4 і 9,9. Частотний аналіз її кривої блиску не показує значних періодів.
BI Лебедя — одна з найбільших відомих зірок з радіусом близько 1,240 R☉ на основі припущення про ефективну температуру 3575 K і болометричну світність 226,000 L☉. Більш пізні дослідження показують, що яскравість нижче 130,000 L☉, що передбачає початкову масу 20 M☉ і, отже, менші значення для радіуса.   

## Дивись також
- RW Лебедя
- KY Лебедя
- NML Лебедя